# Debra Monk
Debra Monk (ur. 27 lutego 1949 w Middletown w stanie Ohio) – amerykańska aktorka filmowa, sceniczna i telewizyjna, wokalistka i pisarka.

## Życiorys
Ukończyła Wheaton High School w miejscowości Silver Spring w stanie Maryland, wykształcenie wyższe otrzymała na Frostburg State University.
Karierę aktorki filmowo-telewizyjnej rozpoczęła w latach 90., wcześniej sukcesy odnosiła już na deskach teatralnych. W 1986 zasłynęła jako współautorka off-broadwayowskiej sztuki Oil City Symphony, która uhonorowana została między innymi nagrodą Drama Desk.
W branży aktorskiej pracuje do dziś.

## Dorobek artystyczny

### Filmografia
- 1992: Preludium miłości (Prelude to a Kiss) jako ciotka Dorothy
- 1993: Bez lęku (Fearless) jako Alison
- 1993: Pieniądze albo miłość (For Love or Money) jako pani Wegman
- 1994: Quiz Show jako sekretarka Kintnera
- 1994: Jeffrey jako matka Jeffreya
- 1995: Co się wydarzyło w Madison County (The Bridges of Madison County) jako Madge
- 1996: Usłane różami (Bed of Roses) jako matka Lewisa
- 1996: Krytyczna terapia (Extreme Measures) jako dr Judith Gruszynski
- 1997: Przodem do tyłu (In & Out) jako pani Lester
- 1997: Adwokat diabła (The Devil’s Advocate) jako Pam Garrety
- 1999: Nowojorscy gliniarze (NYPD Blue) jako Katie Sipowicz (serial TV)
- 2000: Światła sceny (Center Stage) jako Nancy Cummings
- 2005: Producenci (The Producers) jako Lick Me-Bite Me
- 2006–2009: Chirurdzy (Grey's Anatomy) jako Louise O’Malley (serial TV)
- 2009: Glee jako mama Willa (serial TV)
- 2015: Destrukcja (Demolition) jako matka Davisa

## Nagrody i wyróżnienia

### Filmowo-telewizyjne
- 1999, Emmy Awards:
  - nagroda Emmy w kategorii najlepsza aktorka w serialu dramatycznym − rola gościnna (za rolę Katie Sipowicz w serialu Nowojorscy gliniarze)

### Teatralne
- 1986, Drama Desk Awards:
  - nominacja do nagrody Drama Desk w kategorii najlepszy scenariusz do sztuki teatralnej (za scenariusz do sztuki Oil City Symphony)
- 1999-2000, OBIE Awards:
  - nominacja do nagrody OBIE w kategorii najlepszy występ aktorski (za rolę Leony Samish w sztuce The Time of the Cuckoo)